# Minería de Schwaz
La denominada minería de Schwaz es propia de la región montañosa al este y noreste de Schwaz en el Tirol, donde durante siglos se extrajeron algunas mineralizaciones de plata y cobre muy productivas, lo que dio a conocer la minería de Schwaz mucho más allá de las fronteras nacionales. La primera extracción de cobre se estima se realizó a partir de la Edad del Bronce en el año 1250 A.C. la región minera de Schwaz se dividió en tres áreas montañosas: Falkenstein, Ringenwechsel y Arzberg.
Se extrajeron minerales de plata y cobre y, en menor medida, minerales de hierro, y luego dolomita en el siglo XX. El mayor apogeo fue en los siglos XV y XVI, seguido de un segundo período próspero en los siglos XVII y XVIII. La explotación minera cerca de Schwaz ayudó a la casa de comercio Fugger y a la casa real de los Habsburgo a obtener una riqueza y un poder considerables.
Alrededor de 1500 el desarrollo de Schwaz era producto de la minería, el segundo municipio más grande de Austria después de Viena, una de las ciudades mineras más grandes de Europa y suministró el 18,75% de la plata en Europa y el 3,79% de la producción de plata en Europa, incluidas las colonias españolas. Alrededor de 1600 Schwaz contribuyó con el 8,71% a la producción de plata europea. La extracción de mineral terminó en 1957. Posteriormente, solo se extrajo dolomita para la construcción de carreteras. Como resultado del gran deslizamiento de tierra en 1999 en Eiblschrofen, la explotación minera llegó a su fin.

## Geología
El depósito de Schwaz es parte de un campo de mineral que se extiende desde Schwaz hasta Kundl al sur de la posada. Hay tres horizontes de rocas mineralizadas dentro de este campo. Mientras que el Kellerjochgneise limita al área al sur de Schwaz, el portador de mineral decisivo, la dolomita de Schwaz del Devónico Inferior, está muy extendido por toda el área. Especialmente en la zona de Brixlegg, el Rauwacke del Triásico también está mineralizado. Los horizontes intermedios de la piedra arenisca roja, se originaron en la frontera entre Permy la tríada no importan. Las rocas desde la dolomita hasta Rauwacke se empujaron unas sobre otras durante la formación de los Alpes y se rompieron en varios bloques.
En el área de Kellerjochgneise hay varias pequeñas áreas montañosas además de la gran área de Arzberg. SW-NO. La mineralización consiste en Spateisenstein de calcopirita, galena, esfalerita, mineral pálido y minerales Bi-Co-Ni. En casos excepcionales, estas vetas, de hasta 5 m de espesor, se han hecho famosas, especialmente en la zona minera de Alte Zeche/ Zapfenschuh, por su a veces rico suministro de minerales de plata (acantita, proustita).
Los depósitos más importantes, en gran parte monominerales, se encuentran en la dolomita de Schwaz. La mineralización consiste en minerales de antimonio de la serie tetraédrica. A pesar del contenido a veces alto de mercurio de los minerales, no cumplen con el requisito de clasificación como negros (tetraedrita-Hg). La mineralización primaria de este depósito ahora se describe como hidrotermal-sedimentaria. Durante las diversas etapas del plegamiento de los Alpes, los minerales se movilizaron nuevamente y se almacenaron en áreas de grietas y brechas, en parte también desplazando a la roca, en forma de pasillos, historias y babosas. Se ha descrito mineralización tubular con un diámetro de 70-100 m en el área de Brixlegg. La forma rara de mineralización de la dolomita de Schwaz ahora se describe como el tipo de Schwaz. Las grandes áreas montañosas se extienden desde Schwaz con los distritos de Falkenstein y Ringenwechsel pasando por Brixlegg con los distritos de Kleinkogl y Großkogl hasta Rattenberg con el distrito de Thierbach. En Falkenstein, la minería varía desde +300 m sobre el nivel del mar hasta +1,700 m sobre el nivel del mar.
Los dos distritos minerales más pequeños de Geyer y Silberberg se encuentran en el Rauwackeschichten Triásico al sureste de Brixlegg. La mineralización metasomática se produce en forma de impregnaciones y pequeñas vetas o escombros. La mineralización consiste de minerales pálidos, calcopirita, esfalerita, galena, plata sólida, acantita, prostita y minerales de cobalto.

## Historia de la minería de plata y cobre de Schwaz

### Edades de Bronce y de Hierro

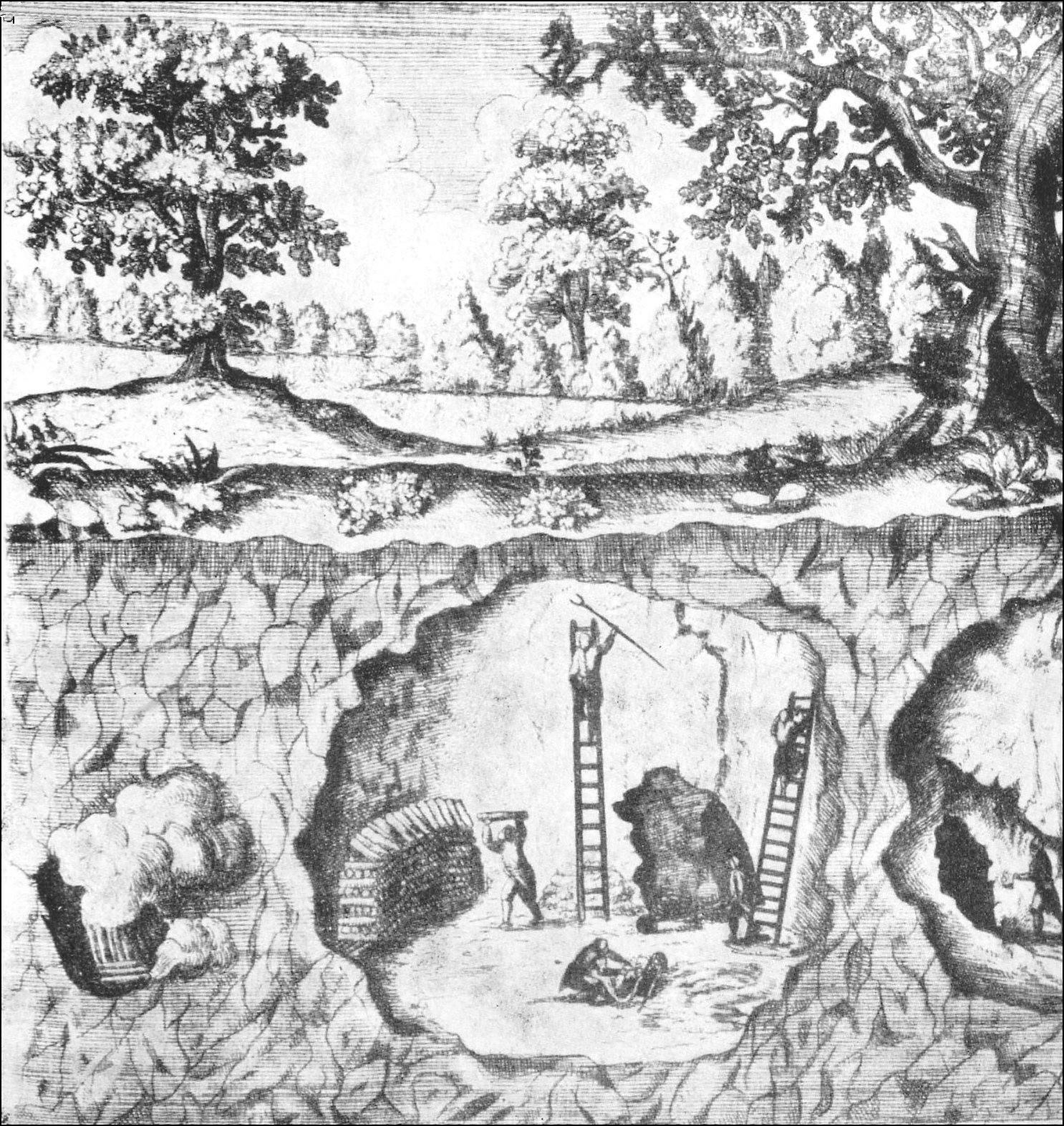
Mineros realizando minería por fuego.

La minería cerca de Schwaz se llevó a cabo a gran escala ya en la Edad del Bronce. Durante las excavaciones arqueológicas en 1992 en los pozos de Fahlerze en Eiblschrofen, se cortaron los restos de lo que presumiblemente fue el último fuego del proceso denominado minería por fuego y se encontraron cerámicas debajo del carbón. Su edad correspondía a la datación C14 el carbón de leña local y se remonta al 1250 AC. La primera minería en Schwaz tuvo lugar hace más de 3200 años. En investigaciones arqueológicas posteriores, se encontraron reliquias mineras de la Edad de Bronce en 15 túneles en Eiblschrofen, incluidos mazos de piedra, martillos, placas base y herramientas de hueso, así como restos de chimeneas. En el distrito de Ringenwechsel, sobre las ruinas de Rottenburg se excavó una batería de hornos de la Edad de Bronce con cuatro hornos de fusión de alrededor del 1200 AC. Existen numerosos campos de Pingen prehistóricos, especialmente en los subdistritos de Eiblschrofen, Burgstall y Rotenstein. Dos extensos cementerios de campo de urnas cerca de Schwaz del mismo período son evidencia de un asentamiento más grande de la Edad del Bronce. Por lo tanto, los arqueólogos asumen una extensa extracción de cobre en la región de Schwaz y Brixlegg durante la Edad del Bronce.
También existen registros de la minería cerca de Schwaz de la Edad del Hierro que siguió a la Edad del Bronce. Se encontraron cerámicas del período Hallstatt en Ivanusstollen en el subdistrito de Burgstall al este de Schwaz y datan de 800 a 450 AC.

### Plata en Europa en los siglos XV / XVI
Varios factores llevaron a un mayor interés en la minería de plata en Europa Central en el siglo XV:
- En la reforma de la moneda carolingia 793/794, el sólido dorado fue reemplazado por el denario de plata (pfennig). El creciente comercio a larga distancia como resultado de la producción comercial emergente y el creciente sistema dinero-mercancía en comparación con el intercambio de bienes, hizo necesaria una moneda más grande. En los siglos XIII/XIV. Por lo tanto, en el siglo XIX, el groschen se acuñó como una nueva moneda junto con el pfennig. Desde 1266 en Francia como Turnose, desde 1300 en Kuttenberg como Praga groschen y desde 1338 en Freiberg como Meissen groschen. Además de los grandes depósitos de Harz, Freiberg e Iglau, las cantidades necesarias de plata procedían principalmente de Kuttenberg. Aquí se extrajeron de 6 a 7 toneladas de plata al año.
- Además de la creciente necesidad de dinero en la economía de lento desarrollo, fueron necesarias grandes cantidades de dinero para pagar las constantes pequeñas guerras entre los gobernantes europeos y los Habsburgo cuando se convirtieron en potencia de Europa central, así como las guerras turcas que comenzó en 1453 y culminó con el asedio de Viena en 1529.
- Las ambiciones políticas a veces utópicas de algunos gobernantes europeos no deben subestimarse financieramente. La elección de Carlos V como rey / emperador en 1519 costó alrededor de 850.000 florines, el equivalente a unas 32 toneladas de plata.[7]
- Después de la introducción a gran escala del proceso Saiger alrededor de 1450, la fundición de minerales de cobre con bajo contenido de plata también se volvió rentable. La fundición económica y eficaz del mineral de Schwaz fahler solo fue posible con el desarrollo y el proceso de secado tirolés aplicable metalúrgicamente de alrededor de 1500.
- Además de los ricos depósitos de mineral de plata que ya se están extrayendo, esto llevó a la inclusión de depósitos de mineral de plata / cobre con bajo contenido de plata en la extracción de plata.
- Este proceso se hizo posible porque las casas comerciales con control central, planificación y financiamiento (por ejemplo, Fugger) descubrieron esta minería como una nueva fuente de dinero. Su compromiso condujo a una rápida difusión de conocimientos, tecnologías y poder de inversión en Europa Central.

En ese momento había importantes depósitos centroeuropeos con mineral de cobre plateado en el Tirol (Schwaz-Brixlegg, Rattenberg, Kitzbühel ), en el condado de Mansfeld (Hettstedt, Eisleben, Mansfeld ), en el Harz, en los Montes Metálicos, en Bohemia (Kuttenberg) y en la Baja Hungría (Neusohl ). Otros sucesos importantes ocurrieron en Eslovaquia (Banská Štiavnica) y en el sur de la Selva Negra.
Schwaz-Brixlegg, Mansfeld y Neusohl ascendieron a los productores de cobre más importantes de Europa continental a partir de 1470, eran responsables del 80-90% del cobre europeo.

### El comienzo de la minería Schwaz hasta 1470

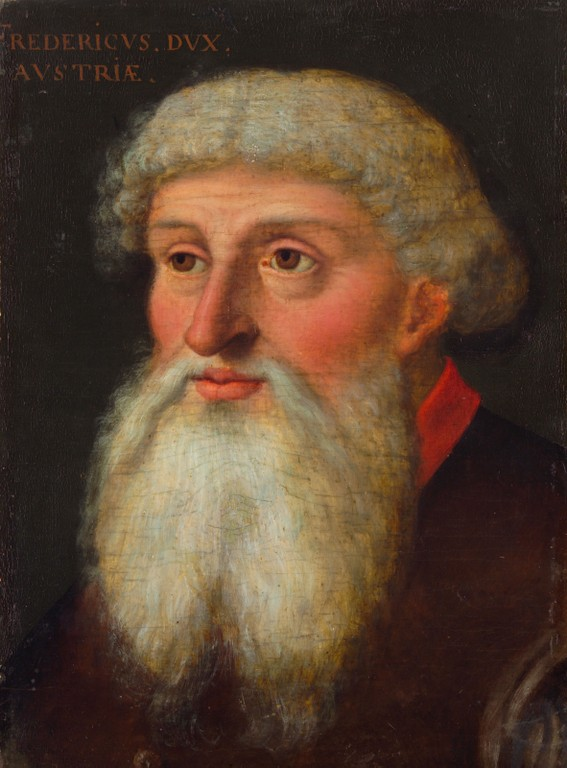
Duque Friedrich IV

No existen documentos o informes sobre el tiempo posterior a la minería de la Edad del Bronce y la Edad del Hierro cerca de Schwaz hasta el comienzo de la minería moderna en el siglo XV.
El comienzo exacto de la minería moderna cerca de Schwaz no se puede determinar con claridad. El descubrimiento de los depósitos de mineral en Falkenstein se atribuye a la criada "Gertrud o Margaret Kandleryn" en una leyenda local: descubrió por casualidad el primer depósito de mineral en el pasto de Kogelmoos alrededor de 1409, cuando un toro excavó el depósito con su cascos y cuernos. En realidad, hay dos boxes, Jakob am Stier y Gertraud am Stier. Sin embargo, estos no se encuentran en Koglmoos, sino en Eiblschrofen.

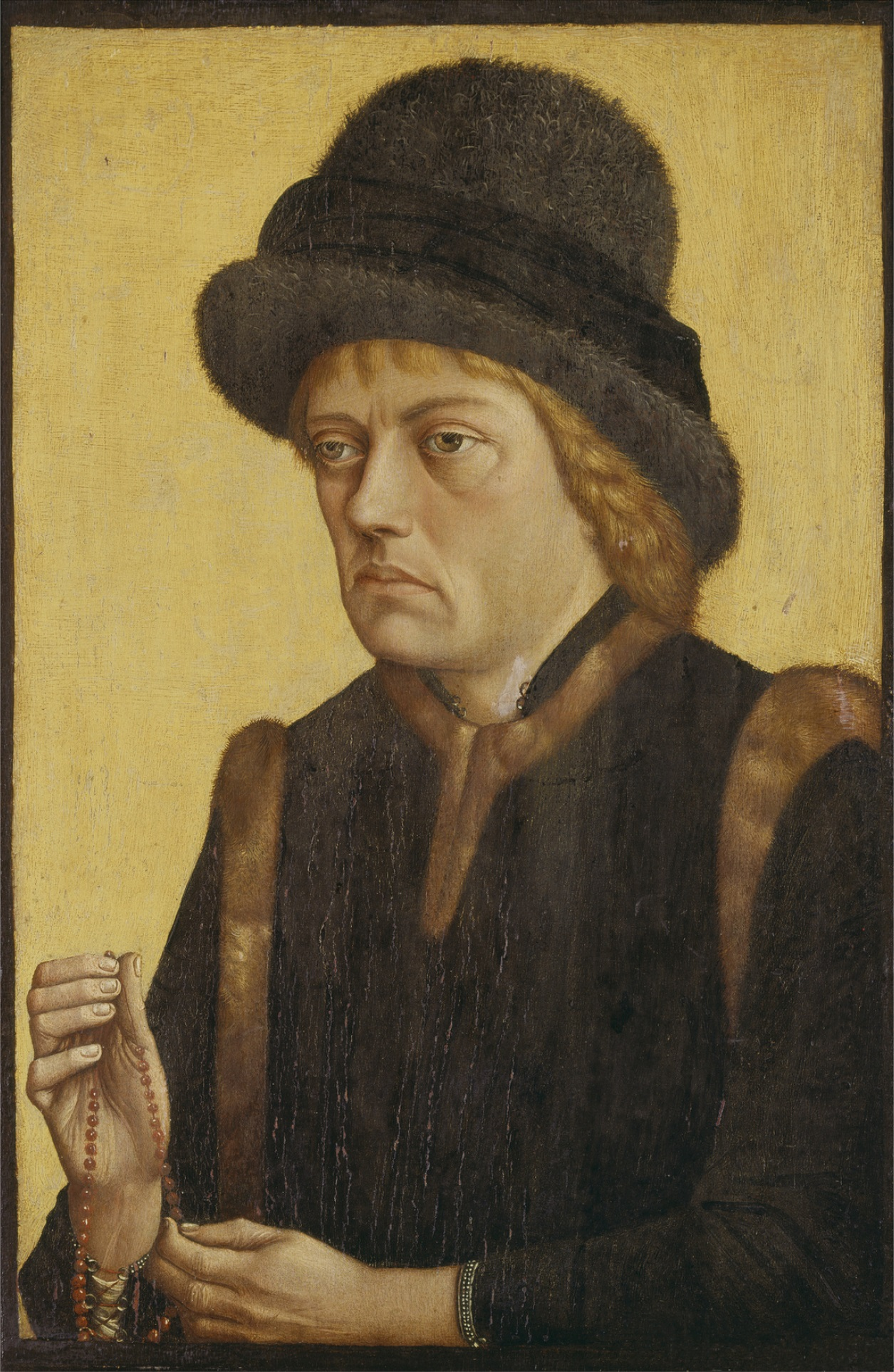
Duque Siegmund

La primera referencia a la minería en Falkenstein la proporciona Schwazer Chronik, que informa sobre las ricas minas de mineral en Falkenstein para 1420. Sin embargo, esta crónica se escribió por primera vez en el siglo XVIII y se basa en tradiciones orales del período temprano.
Los mismos informes en 1426 de la inclusión de una antigua mina de carbón en la zona minera del Arzberg. También se señala que hay otros pozos antiguos en el área que son más antiguos que la industria minera en Falkenstein. En un documento emitido por el duque Friedrich durante la Cuaresma de 1427, cuatro personas nombradas reciben dos nuevos pozos cada uno para plata y hierro en la montaña de Schwaz. Estos son ciertamente pozos en el área de Arzberg, ya que las vetas de hierro y plata se encuentran aquí juntas.
El 26 de junio de 1427, Duke Friedrich emitió nuevas regulaciones mineras para las minas en Gossensass. Esta orden de montaña se limitó a dos años. Se aplicó a todas las minas del Tirol. Además de Gossensass, solo se menciona a Schladming por su nombre. La minería en Schwaz todavía no tenía ninguna importancia.
En una carta de apelación al duque Friedrich, redactada antes de 1440, los comerciantes y mineros llaman la atención sobre los agravios en la minería de Schwaz. Los puntos de crítica son los altos impuestos sobre la plata fundida y los altos precios del plomo y el carbón, que se utilizan para fundir la plata. Además, la oferta de mineros por parte de Freundsberger como propietarios se queja a precios inflados. La consecuencia de estos agravios es el éxodo de mineros.
Sin embargo, después de la muerte del duque Friedrich en 1439, no se esperaba ninguna mejora. El 7 de abril de 1446, el duque Siegmund de la tutela del rey Friedrich III. destituido y asumió su reinado sobre el Tirol y la Alta Austria.
El 10 de agosto de 1447, emitió las primeras regulaciones de montaña para Schwaz. Aquí fortaleció los derechos de los funcionarios de la montaña y los hizo conscientes de sus deberes. El tiempo de trabajo de los mineros se fijó en 8 horas.
El 26 de julio de 1449, el duque Siegmund emitió una ordenanza de montaña integral con 38 artículos. Aquí se regulaban los plazos de apertura de los pozos, los derechos y obligaciones de los comerciantes, fundidores y mineros. Se regularon la madera, el agua y los derechos de paso contra los agricultores y el terrateniente. La jurisdicción de la montaña estaba claramente definida. Además, se reguló el suministro de alimentos, herramientas y materiales a los mineros. La solicitud de los Freundsberger hacia los mineros de gravar las granjas existentes y las de nueva construcción no se cumplió.
Con esta normativa minera se organizó una administración eficiente de la industria minera y se generó seguridad jurídica para los mineros, comercios y fundiciones. Sin embargo, es poco probable que el repunte de la minería haya sido notable.
Sin embargo, el principal problema del mineral pálido difícil de fundir no se pudo resolver con esto. Se necesitaban grandes cantidades de plomo para extraer plata de los minerales. La compra de carbón vegetal y plomo, así como el complicado proceso de fundición, fueron responsables de los altos costos de la minería de plata. Por tanto, el rendimiento de la plata se mantuvo en un nivel bajo. Para el año 1456, se espera extraer un máximo de 840-1,120 kg de plata.
Herzog Siegmund también participó directamente en la minería como comercio e intentó aumentar aún más sus ganancias. Su lujoso estilo de vida, descrito por sus contemporáneos como extravagante, lo obligó a pedir un préstamo a la empresa de Augsburgo Ludwig Meuting ya en 1456. En el contrato firmado el 1 de enero de 1456, Herzog Siegmund recibió 35.000 florines renanos en varias cuotas durante un año. A cambio, la empresa recibe toda la plata extraída en las minas tirolesas hasta que se pague la deuda. El duque Siegmund tuvo que comprar la plata necesaria para la acuñación de monedas de la empresa.
Con la técnica de fundición que prevalecía lentamente, el proceso Saiger, que permitía una mejor extracción de plata de los minerales pálidos y, por lo tanto, consumía menos plomo que el proceso anterior, la minería se aceleró. El aumento de los oficios de construcción en un espacio confinado condujo cada vez más a disputas que ya no podían resolverse con la ley de minería de Schladminger Bergbrief, que es la base de las antiguas regulaciones mineras. El 22 de julio de 1468, el duque Siegmund emitió una nueva orden de montaña basada en las condiciones en Schwaz. Esto allanó el camino para el rápido desarrollo de la minería en Schwaz.